# Akbar Eftekhari
Akbar Eftekhari (en persa: اکبر افتخاری‎; Bandar Jomeiny, Irán; 7 de diciembre de 1943 – Teherán, 9 de noviembre de 2017) fue un futbolista iraní que jugó en la posición de delantero centro.

## Carrera

### Club
| Periodo   | Club          |
| --------- | ------------- |
| 1962-1968 | Daraei FC     |
| 1968-1970 | Taj FC        |
| 1970-1973 | Persepolis FC |
| 1973-1975 | Oghab FC      |

### Selección nacional
Jugó para Irán en 11 ocasiones de 1966 a 1972 y anotó dos goles; fue campeón de la Copa Asiática 1968 y medallista de plata en los Juegos Asiáticos de 1966.

## Logros

### Club
- Iran Pro League (1): 1971/72
- Campeonato de Teherán (3): 1962/63, 1967/68, 1968/69
- Campeonato de Copa de Fútbol de Irán (1): 1962

### Selección nacional
- Copa Asiática (1): 1968